# Плански језик
Плански језик је језик, који је саставио (сачинио) човек или људи ради практичне потребе, а не као експеримент или фикцију — вештачки језици. Многи тзв. национални (писани) језици су до извесне мере плански тако што је њихова (углавном писана) употреба (плански) нормирана (углавном у односу на лексику, граматику и ортографију). Термин „плански језик” најчешће се користи (или углавном) само онда када креирањем дође до стварања потпуно новог језика. Ако је такав плански језички корпус сачињен од материјала узетог од природних језика, пре или после престаћемо да га сматрамо дијалектом већ ће то бити нови (плански) језик.
ISO 639 има код за бројне планске језике: Они ће се појавити у правим заградама у листи испод: Постоје многи типови планских језика: квазиесперантски, квазиволапички, компромисни плански језици, регионални плански језици итд.
Конструисани језик се такође може назвати вештачким, планираним или измишљеним језиком, или (у неким случајевима) фикционим језиком. Планирани језици (или пројектовани језици) су језици који су наменски дизајнирани; они су резултат намерне, контролисане интервенције и стога су облик језичког планирања.
Израз планирани језик се понекад користи да означи међународне помоћне језике и друге језике дизајниране за стварну употребу у људској комуникацији. Неки то преферирају у односу на придев вештачки, јер се овај израз може схватити у пејоративном смислу. Изван есперанто културе, термин језичко планирање означава препоруке дате природном језику ради његове стандардизације; у том погледу, чак и „природни језик” може бити вештачки у неким аспектима, што значи да су неке од његових речи створене свесном одлуком. Прескриптивне граматике, које датирају из античких времена за класичне језике као што су латински и санскрит, су кодификације природних језика засноване на правилима, те су такве кодификације средина између наивне природне селекције и развоја језика и његове експлицитне конструкције. Термин глосопеја се такође користи да означава конструкцију језика, посебно конструкцију уметничких језика.
Говорници конланга су ретки. На пример, мађарски попис становништва из 2011. је открио 8.397 говорника есперанта, а попис из 2001. године је регистровао 10 говорника романида, по два интерлингве и идо и по једног говорника идиом неутрала и мундолинка. Руски попис становништва из 2010. показао је да у Русији има око 992 говорника есперанта (на 120 месту) и девет есперантидо идоа.

## Планирано, изграђено, вештачко
Термини „планирано“, „конструисано“ и „вештачко“ се у неким традицијама различито користе. На пример, мали број говорника интерлингве сматра свој језик вештачким, јер тврде да он нема измишљени садржај: речник интерлингве је узет из малог скупа природних језика, а његова граматика је уско заснована на овим изворним језицима, чак укључујући и одређени степен неправилности; њени заговорници радије описују њен речник и граматику као стандардизоване, а не као вештачке или конструисане. Слично, латино сине флекионе (ЛсФ) је поједностављење латинског из којег су уклоњене флексије. Као и код интерлингве, неки радије описују његов развој као „планирање“ пре него „конструисање“. Неки говорници есперанта и есперантида такође избегавају термин „вештачки језик“, јер поричу да постоји нешто „неприродно“ у употреби њиховог језика у људској комуникацији.
Насупрот томе, неки филозофи су тврдили да су сви људски језици конвенционални или вештачки. Измишљени гигант Франсоа Раблеа Пантагруел је, на пример, рекао: „Погрешна је употреба термина да се каже да имамо природни језик; језици постоје кроз произвољне институције и конвенције народа. Гласови, како кажу дијалектичари, не означавају природно, већ каприциозно.“

## Преглед
У смислу сврхе, већина изграђених језика може се широко поделити на:
- Пројектовани језици (engelangs ), даље подељени на логичке језике (loglangs), филозофске језике и експерименталне језике, осмишљене за експериментисање у логици, филозофији или лингвистици;
- Помоћни језици (auxlangs) или IAL-ови (за међународне помоћне језике), осмишљени за међујезичку или међународну комуникацију;
- Уметнички језици (artlangs), осмишљени да створе естетско задовољство или хумористички ефекат (тајни језици и мистични језици се такође обично класификују као артланyи).[9]

Границе између ових категорија нису потпуно јасне. Конструисани језик би лако могао да спада у више од једне од горе наведених категорија. Логички језик створен из естетских разлога такође би се могао класификовати као уметнички језик; онај који је креиран са филозофским мотивима могао би укључити да се користи као помоћни језик. Не постоје правила, било инхерентна процесу изградње језика или наметнута споља, која би конструисани језик ограничила на уклапање само у једну од наведених категорија.
Конструисани језик може имати изворне говорнике ако га мала деца уче од родитеља који га течно говоре. Према Ethnologue, постоји „200–2000 особа које говоре есперанто као први језик“. Члан Института за клингонски језик, д'Армонд Сперс, покушао је да одгаја свог сина као матерњег (двојезичног са енглеским) говорника клингонског језика.
Кад конструисани језик има заједницу течних говорника, посебно ако има бројне изворне говорнике, он почиње да еволуира и тиме губи свој конструисани статус. На пример, модерни хебрејски и његове норме изговора развијени су из постојећих традиција хебрејског, као што су хебрејски Мишнајк и библијски хебрејски следећи општи сефардски изговор, и нису конструисани од нуле. Хебрејски је претрпео значајне промене од оснивања државе Израел 1948. Међутим, лингвиста Гилад Зaкерман тврди да је модерни хебрејски, који он назива „израелским“, полуевропски хибрид заснован не само на хебрејском, већ и на јидишу и другим језицима које говоре препородитељи. Закерман стога подржава превод хебрејске Библије на оно што он назива „израелским“. Есперанто као живи говорни језик значајно је еволуирао од прескриптивног плана објављеног 1887. године, тако да модерна издања Фундамента Крестоматио, збирке раних текстова на том језику из 1903. године, захтевају много фуснота о синтаксичким и лексичким разликама између раног и модерног есперанта.
Заговорници конструисаних језика често имају много разлога за њихову употребу. Понекад се цитира позната, али спорна Сапир–Ворфова хипотеза која тврди да језик којим се говори утиче на начин на који човек размишља. Дакле, „бољи“ језик треба да омогући говорнику да мисли јасније или интелигентније или да обухвати више тачака гледишта; ово је била намера Сузет Хаден Елгин у стварању Ладана, феминистичког језика оличеног у њеној феминистичкој научнофантастичној серији Матерњи језик. Конструисани језици су укључени у стандардизоване тестове као што је SAT, где су коришћени за тестирање способности кандидата да закључи и примени граматичка правила.

## Примери пројеката планских језика
Примере креираних језика који се не називају планским су nynorsk, званична писана форма румунског, и индонежански.